# Tian Tian (joueuse d'échecs)
Tian Tian (en chinois 田甜 ; née le 25 mars 1983 à Chongqinq, en Chine) est une joueuse échecs chinoise, grand maître international féminin (GMF) de cette discipline.

## Biographie et carrière
De 1999 à 2002, Tian Tian se rend en Hongrie pour participer à des tournois et des championnats par équipes de jeunes afin d'obtenir le titre de maître international féminin. Elle réussit sa tournée puisqu'elle obtient ses normes à Budapest lors du tournoi de maîtres internationaux First Saturday de novembre 2001 puis au tournoi First Saturday de décembre 2001, dans le groupe B.
Tian Tian reçoit la même année les titres de maître international féminin (MIF) et de grand maître international féminin (GMF). Elle obtient ces titres à la suite de sa tournée en Europe, qu'elle avait entreprise justement dans ce but. Elle obtient les normes nécessaires au titre de GMF à Budapest, lors du tournoi de maîtres internationaux First Saturday de novembre 2001 puis au tournoi First Saturday de décembre 2001, dans le groupe B.
Son classement Elo est de 2106 en février 2021. Son classement Elo le plus élevé est de 2 355 points, obtenu de juillet à décembre 2001. À cette époque, elle était dixième du classement féminin chinois et 77e au classement mondial féminin. Elle est entraînée par Ji Yungi, un instructeur d'échecs et entraîneur centre d'échecs de  Qingdao.
Tian Tian joue pour le club d'échecs de Chongqing dans le Championnat de Chine d'échecs des clubs (China Chess League, CCL).